# آرثر برينان
آرثر برينان (بالإنجليزية: Arthur Brennan)‏ هو لاعب كرة قدم أسترالية أسترالي، ولد في 2 مارس 1881 في Abbotsford, Victoria ‏ في أستراليا، وتوفي في 12 سبتمبر 1931 في Fitzroy North ‏ في أستراليا.

## وصلات خارجية
- آرثر برينان على موقع AustralianFootball.com (الإنجليزية)
- آرثر برينان على موقع AFLtables.com (الإنجليزية)